# Liste der staatlichen Orden und Medaillen der Ukraine
Die Liste der staatlichen Orden und Medaillen der Ukraine führt die Verdienstorden und Verdienstmedaillen auf, die durch die Ukraine verliehen werden.
Die Staatspreise der Ukraine sind die höchste Form der Ehrung sowohl für ukrainischen Bürger als auch für Ausländer, für herausragende Leistungen bei der Entwicklung von Wirtschaft, Wissenschaft, Kultur, soziale Dienste, Heimatschutz, Schutz der verfassungsmäßigen Rechte und Freiheiten, Staatsaufbau und sozialen Aktivitäten und andere Leistungen in der Ukraine in Übereinstimmung mit dem Gesetz der Ukraine  über „Staatliche Auszeichnungen der Ukraine“ Nr. 1549, III vom 16. März 2000.

## Orden
Sortiert in absteigender Reihenfolge.
| Höchste Auszeichnung Titel „Held der Ukraine“ | Höchste Auszeichnung Titel „Held der Ukraine“ | Höchste Auszeichnung Titel „Held der Ukraine“ | Höchste Auszeichnung Titel „Held der Ukraine“ |
| Orden                                         | Orden                                         | Klassen                                       | Einführung                                    |
| --------------------------------------------- | --------------------------------------------- | --------------------------------------------- | --------------------------------------------- |
|                                               | Goldener Stern                                |                                               | 23. August 1998                               |
|                                               | Staatspreis                                   |                                               | 23. August 1998                               |
| Orden der Ukraine                             |                                               |                                               |                                               |
| Orden                                         | Orden                                         | Klassen                                       | Einführung                                    |
|                                               | Orden der Freiheit                            |                                               | 10. April 2008                                |
|                                               | Orden des Fürsten Jaroslaw des Weisen         | 5                                             | 23. August 1995                               |
|                                               | Verdienstorden                                | 3                                             | 22. September 1996                            |
|                                               | Bogdan-Chmelnizki-Orden                       | 3                                             | 3. Mai 1995                                   |
|                                               | Orden der „Helden der Himmlischen Hundert“    |                                               | 1. Juli 2014                                  |
|                                               | Orden für Tapferkeit                          | 3                                             | 21. August 1996                               |
|                                               | Orden der Fürstin Olga                        | 3                                             | 15. August 1997                               |
|                                               | Orden Daniel von Galizien                     |                                               | 20. Februar 2003                              |
|                                               | Iwan-Masepa-Kreuz                             | 3                                             | 26. März 2009                                 |
|                                               | Orden „Für mutige Bergmannsarbeit“            | 3                                             | 2. September 2008                             |

## Medaillen
| Medaillen der Ukraine | Medaillen der Ukraine                       | Medaillen der Ukraine | Medaillen der Ukraine |
| Medaillen             | Medaillen                                   | Klassen               | Einführung            |
| --------------------- | ------------------------------------------- | --------------------- | --------------------- |
|                       | Medaille „Für Militärdienst in der Ukraine“ |                       | 5. Oktober 1996       |
|                       | Verdienstmedaille                           | 3                     | 5. Oktober 1996       |
|                       | Medaille „Verteidiger des Vaterlandes“      |                       | 8. Oktober 1999       |
|                       | Medaille „Für Lebensrettung“                |                       | 10. April 2008        |